# PKP EP08 sorozat

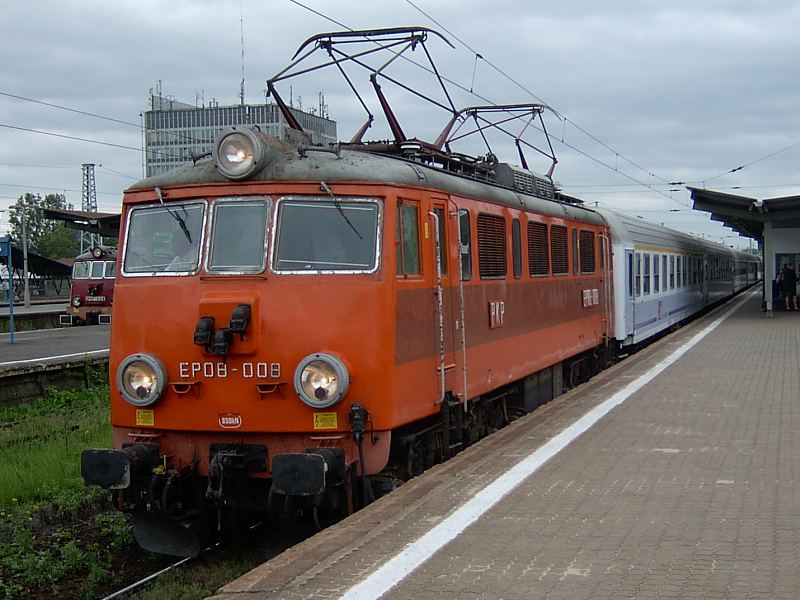
A mozdony eredeti festése

A PKP EP08 sorozat egy lengyel négy tengelyes, Bo'Bo' tengelyelrendezésű 3000 V DC áramrendszerű villamosmozdony-sorozat. Összesen 15 db-ot gyártott belőle 1972 és 1976 között a Pafawag.

## Története
Az 1970-es években a PKP a lengyel személyszállító vonatok sebességének növelését tűzte ki célul, ami elsősorban a CMK vonal (törzshálózat) megépítését és a PKP EU05 sorozat PKP EP05 sorozatúvá történő korszerűsítését eredményezte. Eközben elindult egy projekt, amelynek célja új, 125 km/h-t meghaladó sebességű vonatok vontatására képes, a brit EU06-os és a helyi EU07-es gépek alapján készült villamos mozdonyok bevezetése volt.
Az első prototípus 1972-ben hagyta el a Pafawag gyárat, és 1976-ig összesen 15 darabot gyártottak. A további gyártást a tehervonati mozdonyok hatalmas megrendelései és a gép külföldi alkatrészeinek importjára szánt pénzeszközök elégtelensége miatt leállították.
Az EP08-asok voltak az első olyan mozdonyok Lengyelországban, amelyek túllépték a 125 km/h végsebességet, és hozzájárultak (az EP05-ös osztály mellett) a nagysebességű személyszállítási kapcsolatok gyors fejlődéséhez. Ezen osztály összes gépe Varsóban állomásozik, de mivel a Varsó-Poznań-vasútvonalon a csúcssebességet 160 km/h-ra növelték, már nem használják őket rendszeresen, és segédgépként szolgálnak, főként a Varsóból Zakopane felé tartó vonatokat húzva. 2015 óta az EP08-asok a ZNTK Oleśnicában, később Olkol Oleśnicában kezdték meg a nagyobb javításokat és korszerűsítéseket. Halogén fényszórókat szereltek be, légkondicionálót építettek be, modern rádiótelefonokat építettek be (a 001-es kivételével), több kormányműrészt eltávolítottak (ismét kivéve a 001-est).

## Becenevek
- Świnia (Magyarul: Malac) – a korábbi narancssárga festése miatt